# (541076) 2018 PH26
(541076) 2018 PH26 es un asteroide perteneciente al cinturón de asteroides descubierto el 2 de mayo de 2006 por el equipo del Mount Lemmon Survey desde el Observatorio del Monte Lemmon, Arizona, Estados Unidos.

## Designación y nombre
Designado provisionalmente como 2018 PH26.

## Características orbitales
2018 PH26 está situado a una distancia media del Sol de 3,177 ua, pudiendo alejarse hasta 3,948 ua y acercarse hasta 2,406 ua. Su excentricidad es 0,242 y la inclinación orbital 15,82 grados. Emplea 2068,98 días en completar una órbita alrededor del Sol.

## Características físicas
La magnitud absoluta de 2018 PH26 es 16,4. 